# Iván Lázarev (baloncestista)
Iván Vladímirovich Lázarev (en ruso Иван Владимирович Лазарев; Oréjovo-Zúyevo, Moscú, 31 de enero de 1991) es un exbaloncestista ruso. Con 2,10 metros de estatura, juega en la posición de pívot.

## Trayectoria deportiva

### Profesional
Comenzó a jugar al baloncesto en las categorías inferiores del Dinamo Moscú, debutando como profesional en 2008 en el equipo filial, donde en su primera temporada promedió 5,8 puntos y 4,8 rebotes por partido. Jugó allí hasta 2011, cuando fichó por el BC Triumph Lyubertsy, equipo con el que alternó apariciones en su primer y segundo equipo.
En 2014 fichó por el BC Riazán de la Superliga 1, la segunda división del país. Al año siguiente fichó por el CSKA Moscú, con el que en su primera temporada ganó la Euroliga y la VTB United League, primediando en ambas competiciones 2,8 puntos y 1,4 rebotes jugando como pívot suplente.

### Selección nacional
Formó parte de la selección de Rusia en categorías inferiores, desde la categoría sub-16, disputando campeonatos de Europa en las distintas categorías. Ganó la medalla de oro en la Universiada de 2013 disputada en Kazán.